# Elbtal (Hessen)
Elbtal ist die nach Einwohnerzahl kleinste Gemeinde im mittelhessischen Landkreis Limburg-Weilburg.

## Geografie

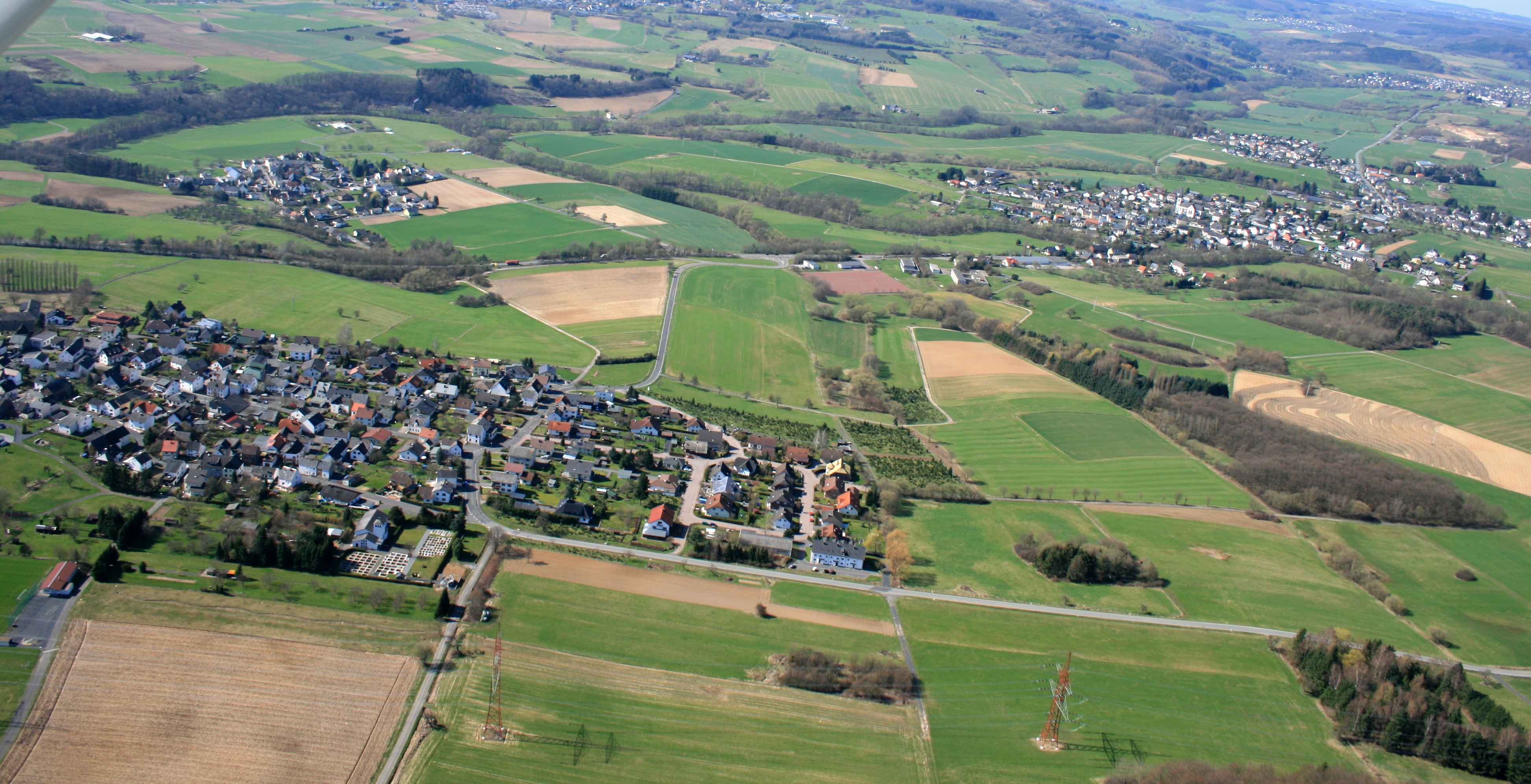
Luftaufnahme der Gemeinde aus Richtung Südosten mit Hangenmeilingen im Vordergrund, Heuchelheim hinten links sowie Dorchheim und Elbgrund hinten rechts

Elbtal liegt am Südhang des Westerwalds oberhalb des Lahntals und im Nordwesten des Limburger Beckens. Die Bundesstraße 54 führt mitten durch das Gemeindegebiet.
Die Gemeinde besteht aus den vier Ortsteilen Dorchheim (Sitz der Gemeindeverwaltung), Elbgrund, Hangenmeilingen und Heuchelheim.

### Nachbargemeinden und -städte
Die Gemeinde Elbtal grenzt im Norden und Westen an die Gemeinde Dornburg, im Osten an die Gemeinde Waldbrunn und im Süden an die Stadt Hadamar.

## Geschichte

### Gemeindegebiet
Die Hügel zu beiden Seiten des Elbbachs waren schon in der Jungsteinzeit bewohnt; zahlreiche Funde von Steinwerkzeugen beweisen das. Die Ringwallanlage „Heidenhäuschen“ bei Hangenmeilingen wird auf die Hallstattzeit (750 bis 450 vor Christus) datiert.

#### Vom Mittelalter bis zum 19. Jahrhundert
Heuchelheim wurde im Jahr 772 in einer Schenkungsurkunde des Klosters Lorsch erstmals erwähnt, Waldmannshausen, eine der Vorgängergemeinden von Elbgrund, am 21. Oktober 1138 im Rahmen einer Schenkung an das Kloster St. Goar, Dorchheim 1215 in einer Urkunde des Klosters Maria Laach, Mühlbach, die zweite Vorgängergemeinde von Elbgrund, im Jahr 1230 in einer Schenkung der Grafen von Nassau an den Deutschen Orden und Hangenmeilingen am 21. Januar 1333.
Die noch heute erhaltene Wasserburg Waldmannshausen in Elbgrund war im Mittelalter Sitz des Walpoden, der die Gerichtshoheit über das Umland hatte. Die Anlage weist ein spätgotisches Wohnhaus mit zwei Rundtürmen und Wirtschaftsgebäuden auf, die heute noch genutzt werden. Westlich davon befinden sich die Ruinen einer kreisförmig angelegten, älteren Burg. Im Jahr 1835 kam die Burg in den Besitz der bedeutenden Frankfurter Bankiersfamilie Bethmann. Nach dem Zweiten Weltkrieg war sie Quartier der US-Armee. Heute wird sie als Schullandheim genutzt.
Auf dem Gebiet von Elbtal finden sich bereits aus der Zeit nach dem Dreißigjährigen Krieg Hinweise auf Wassermühlen. So geschah im Jahr 1689 im Wald bei Obertiefenbach der Mord an dem Müllergesellen „Hirse-Fritz“, der von einer Hirsemühle im Elbbachtal kam. Im Jahr 1832 berichtet Leopold von Zedlitz-Neukirch in seinem Neuen hydrographischen Lexikon für die deutschen Staaten von den vielen Mühlen, die die Wasserkraft des Elbbachs nutzten.
Eines der ältesten Gebäude in der Gemeinde ist der Marienstätter Hof in Dorchheim, der seit 1993 als Elbtaler Rathaus genutzt wird. Das genaue Baujahr ist unbekannt. Er ist einer von drei noch erhaltenen Höfen, der dem Kloster Marienstatt gehörte.

#### 20. Jahrhundert
Bis in die Mitte des 20. Jahrhunderts wurde in der Gemarkung Mühlbach Ton und Basalt abgebaut.

### Gemeindebildung
Zum 1. Februar 1971 fusionierten im Zug der Gebietsreform in Hessen die bis dahin selbständigen Gemeinden Dorchheim, Hangenmeilingen und Heuchelheim freiwillig zur neuen Gemeinde Elbtal. Sitz der Gemeindeverwaltung wurde Dorchheim. Am 1. Juli 1974 wurde die Gemeinde kraft Gesetzes mit der Gemeinde Elbgrund zu einer Gemeinde mit dem Namen „Elbtal“ zusammengeschlossen.
Ortsbezirke nach der Hessischen Gemeindeordnung wurden nicht errichtet.

### Wappen und Flagge

Bannerflagge der Gemeinde Elbtal

| Wappen von Elbtal | Blasonierung: „In Gold ein in Schwarz und Silber geschachteter Schragen überlegt von einer silbernen Laubkrone.“ |
| Wappen von Elbtal | Wappenbegründung: Das Wappen rührt aus dem niederadeligen Geschlecht derer von Waldmannshausen her. Waldmannshausen, 1937 mit Mühlbach zu einer Gemeinde Elbgrund vereinigt, die seit 1974 als Ortsteil zur Gemeinde Elbtal gehört, war Stammsitz einer ursprünglich edelfreien Familie von Waldmannshausen. Diese seit 1136 bezeugte Familie hatte seit 1258 und wohl auch schon 1220 als Amtslehen das vor allem mit Gerichtsfunktionen verbundene Walpodenamt der Grafschaft Diez inne. Die Amtsbezeichnung Walpod ist seit dem Ende des 13. Jahrhunderts geradezu ein Namensbestandteil der vielen Zweige der Walpoden von Waldmannshausen geworden, obwohl diese in keinem der Orte, nach denen sie sich nannten, Walpodenrechte besaßen. Die letzten dieser mittelrheinischen Walpoden mit dem acht- oder zwölffach geständerten Schild sind die Grafen Waldbott von Bassenheim. Das Gemeindewappen wurde am 23. November 1982 vom hessischen Innenministerium verliehen. Die Flagge ist gelb-weiß-gelb, dazwischen schwarze schmale Streifen. Innerhalb des Mittelstreifens ist das Gemeindewappen in der oberen Hälfte aufgesetzt. |

### Bevölkerung

#### Einwohnerentwicklung
| Elbtal: Einwohnerzahlen von 1973 bis 2020                         | Elbtal: Einwohnerzahlen von 1973 bis 2020 | Elbtal: Einwohnerzahlen von 1973 bis 2020 | Elbtal: Einwohnerzahlen von 1973 bis 2020 | Elbtal: Einwohnerzahlen von 1973 bis 2020 |
| ----------------------------------------------------------------- | ----------------------------------------- | ----------------------------------------- | ----------------------------------------- | ----------------------------------------- |
| Jahr                                                              |                                           |                                           |                                           | Einwohner                                 |
| 1973                                                              | 1973                                      |                                           | 2.045                                     | 2.045                                     |
| 1975                                                              | 1975                                      |                                           | 2.040                                     | 2.040                                     |
| 1980                                                              | 1980                                      |                                           | 2.012                                     | 2.012                                     |
| 1985                                                              | 1985                                      |                                           | 2.137                                     | 2.137                                     |
| 1990                                                              | 1990                                      |                                           | 2.437                                     | 2.437                                     |
| 1995                                                              | 1995                                      |                                           | 2.581                                     | 2.581                                     |
| 2000                                                              | 2000                                      |                                           | 2.651                                     | 2.651                                     |
| 2005                                                              | 2005                                      |                                           | 2.537                                     | 2.537                                     |
| 2010                                                              | 2010                                      |                                           | 2.402                                     | 2.402                                     |
| 2011                                                              | 2011                                      |                                           | 2.359                                     | 2.359                                     |
| 2015                                                              | 2015                                      |                                           | 2.383                                     | 2.383                                     |
| 2020                                                              | 2020                                      |                                           | 2.370                                     | 2.370                                     |
| Quellen: Hessisches Statistisches Informationssystem; Zensus 2011 |                                           |                                           |                                           |                                           |

#### Einwohnerstruktur
Nach den Erhebungen des Zensus 2011 lebten am Stichtag, dem 9. Mai 2011, in Elbtal 2359 Einwohner. Darunter waren 116 (4,92 %) Ausländer, von denen 39 aus dem EU-Ausland, 61 aus anderen europäischen Ländern und 16 aus anderen Staaten kamen. Bis zum Jahr 2020 erhöhte sich die Ausländerquote auf 9,7 %. Nach dem Lebensalter waren 426 Einwohner unter 18 Jahren, 981 zwischen 18 und 49, 513 zwischen 50 und 64 und 438 Einwohner waren älter. Die Einwohner lebten in 993 Haushalten. Davon waren 276 Singlehaushalte, 298 Paare ohne Kinder und 318 Paare mit Kindern, sowie 82 Alleinerziehende und 19 Wohngemeinschaften. In 194 Haushalten lebten ausschließlich Senioren und in 678 Haushaltungen lebten keine Senioren.

#### Religionszugehörigkeit
| • 1987: | 312 evangelische (= 14,7 %), 1659 katholische (= 78,1 %), 152 sonstige (= 7,2 %) Einwohner  |
| • 2011: | 460 evangelische (= 19,5 %), 1449 katholische (= 61,4 %), 450 sonstige (= 19,1 %) Einwohner |

## Politik

### Gemeindevertretung
Die Kommunalwahl am 14. März 2021 lieferte folgendes Ergebnis, in Vergleich zu früheren Kommunalwahlen:
| Sitzverteilung in der Gemeindevertretung 2021Insgesamt 15 Sitze - SPD: 4 - BLE: 5 - CDU: 6 | Parteien und Wählergemeinschaften | Parteien und Wählergemeinschaften           | 2021  | 2021  | 2016  | 2016  | 2011  | 2011  | 2006  | 2006  | 2001  | 2001  |
| Sitzverteilung in der Gemeindevertretung 2021Insgesamt 15 Sitze - SPD: 4 - BLE: 5 - CDU: 6 | Parteien und Wählergemeinschaften | Parteien und Wählergemeinschaften           | %     | Sitze | %     | Sitze | %     | Sitze | %     | Sitze | %     | Sitze |
| Sitzverteilung in der Gemeindevertretung 2021Insgesamt 15 Sitze - SPD: 4 - BLE: 5 - CDU: 6 | CDU                               | Christlich Demokratische Union Deutschlands | 39,2  | 6     | 38,1  | 6     | 32,6  | 5     | 43,2  | 7     | 41,3  | 6     |
| Sitzverteilung in der Gemeindevertretung 2021Insgesamt 15 Sitze - SPD: 4 - BLE: 5 - CDU: 6 | BLE                               | BürgerListe Elbtal                          | 36,6  | 5     | 34,6  | 5     | 28,9  | 4     | —     | —     | —     | —     |
| Sitzverteilung in der Gemeindevertretung 2021Insgesamt 15 Sitze - SPD: 4 - BLE: 5 - CDU: 6 | SPD                               | Sozialdemokratische Partei Deutschlands     | 24,2  | 4     | 27,3  | 4     | 27,7  | 4     | 27,1  | 4     | 25,3  | 4     |
| Sitzverteilung in der Gemeindevertretung 2021Insgesamt 15 Sitze - SPD: 4 - BLE: 5 - CDU: 6 | FWG                               | Freie Wählergemeinschaft Elbtal             | —     | —     | —     | —     | 10,9  | 2     | 13,5  | 2     | 13,8  | 2     |
| Sitzverteilung in der Gemeindevertretung 2021Insgesamt 15 Sitze - SPD: 4 - BLE: 5 - CDU: 6 | FBH                               | Freie Bürgerliste Hangenmeilingen           | —     | —     | —     | —     | —     | —     | 9,4   | 1     | 10,0  | 2     |
| Sitzverteilung in der Gemeindevertretung 2021Insgesamt 15 Sitze - SPD: 4 - BLE: 5 - CDU: 6 | BLD                               | Bürgerliste Dorchheim                       | —     | —     | —     | —     | —     | —     | 6,8   | 1     | 9,6   | 1     |
| Sitzverteilung in der Gemeindevertretung 2021Insgesamt 15 Sitze - SPD: 4 - BLE: 5 - CDU: 6 | Gesamt                            | Gesamt                                      | 100,0 | 15    | 100,0 | 15    | 100,0 | 15    | 100,0 | 15    | 100,0 | 15    |
| Sitzverteilung in der Gemeindevertretung 2021Insgesamt 15 Sitze - SPD: 4 - BLE: 5 - CDU: 6 | Wahlbeteiligung in %              | Wahlbeteiligung in %                        | 45,6  | 45,6  | 47,5  | 47,5  | 45,9  | 45,9  | 45,6  | 45,6  | 57,0  | 57,0  |

### Bürgermeister

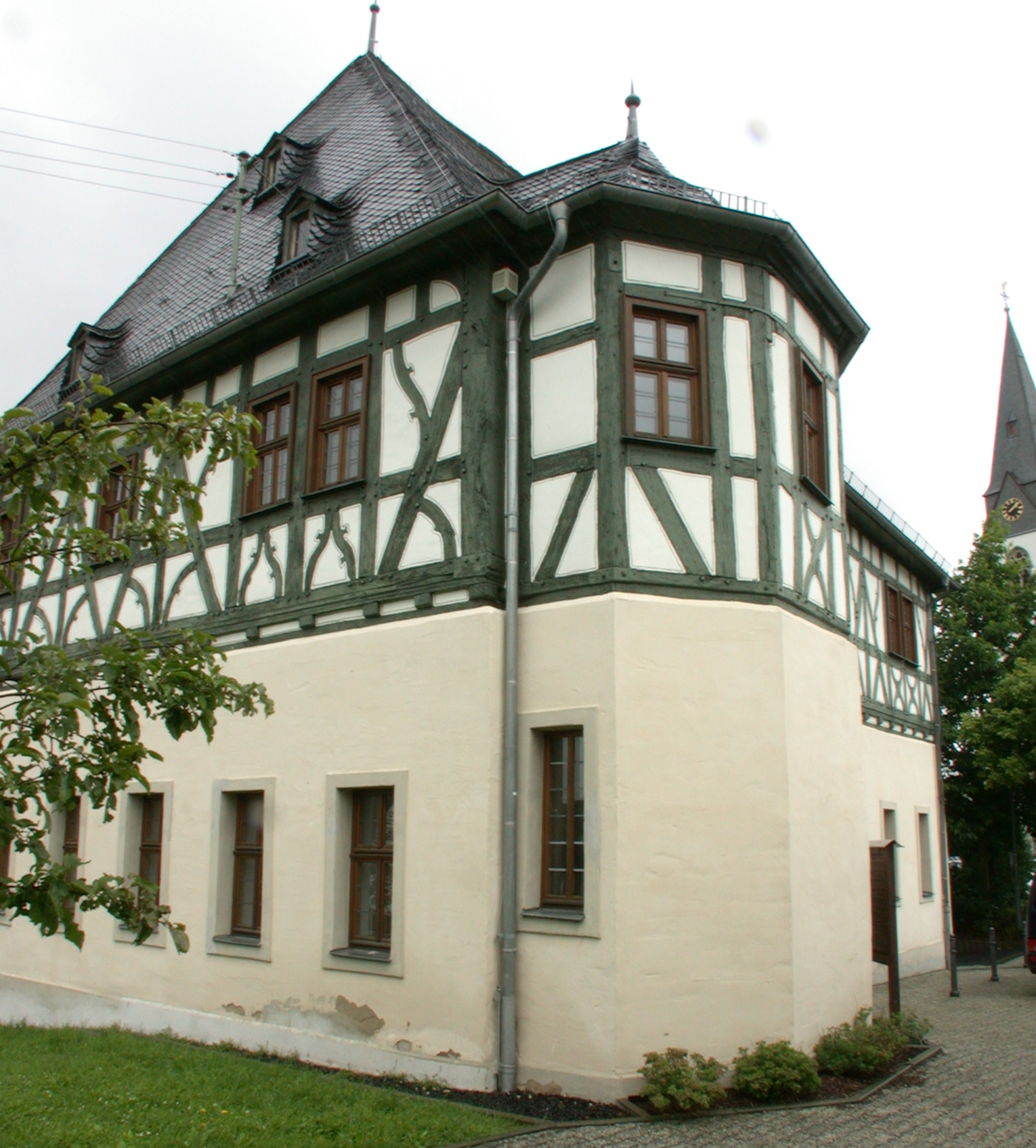
Rathaus der Gemeinde Elbtal in Dorchheim

Nach der hessischen Kommunalverfassung wird der Bürgermeister für eine sechsjährige Amtszeit gewählt, seit dem Jahr 1993 in einer Direktwahl, und ist Vorsitzender des Gemeindevorstands, dem in der Gemeinde Elbtal neben dem Bürgermeister ehrenamtlich ein Erster Beigeordneter und sechs weitere Beigeordnete angehören. Bürgermeister ist seit dem 1. September 2024 Thomas Fröhlich (CDU), der zuvor Vorsitzender der Gemeindevertretung war. Der Amtsvorgänger Joachim Lehnert trat in seiner zweiten Amtszeit am 1. April 2024 aus gesundheitlichen Gründen vorzeitig in den Ruhestand. Der Erste Beigeordnete Joachim Bäcker (BLE) leitete die Gemeindeverwaltung kommissarisch und die Wahl eines neuen Bürgermeisters musste vorgezogen werden. Thomas Fröhlich erhielt am 9. Juni 2024 im ersten Wahlgang bei 69,7 Prozent Wahlbeteiligung 58,2 Prozent der Stimmen.
Amtszeiten der Bürgermeister
- 2024–2030 Thomas Fröhlich (CDU)[23]
- 2015–2024 Joachim Lehnert[24]
- 1991–2015 Hubert Lenz[25]
- 1971–1991 Theo Simon[26]

## Sehenswürdigkeiten
- Wasserburg Waldmannshausen
- Kapelle St. Nikolaus auf dem Dorchheimer Friedhof

Erbaut am Anfang des 12. Jahrhunderts, im 16. Jahrhundert umgebaut, Mittelpfeiler mit reichem Schnitzwerk versehen, Chorraum mit Gemäldezyklus.

## Wirtschaft und Infrastruktur
Elbtal ist eine Wohngemeinde, neben dem ortsüblichen Handel und Handwerk gibt es keine Industrie.

### Verkehr
Die Gemeinde liegt an der Bundesstraße 54 Siegen – Limburg und ist damit gut an das Fernstraßennetz angeschlossen.

### Bildung
In der Gemeinde besteht mit der Elbtalschule in Dorchheim eine gemeinsame Grundschule. Als weiterführende Schulen werden üblicherweise die Mittelpunktschule St. Blasius in Frickhofen und die Fürst-Johann-Ludwig-Schule in Hadamar aufgesucht.

### Einrichtungen
- Kindergarten Elbtal Sonnenblume in Dorchheim
- Kindergarten Elbtal St. Josef in Dorchheim
- Freiwillige Feuerwehr Elbtal (Zusammenschluss der ehemaligen öffentlich-rechtlichen Freiwilligen Feuerwehren Dorchheim, Hangenmeilingen, Elbgrund und Heuchelheim)
- Jugendfeuerwehr Elbtal
- Kinderfeuerwehr Elbtal

### Vereine
- Freiwillige Feuerwehr Dorchheim e. V. (gegr. 1895)
- Freiwillige Feuerwehr Elbgrund e. V. (gegr. 1934)
- Freiwillige Feuerwehr Hangenmeilingen e. V. (gegr. 1934)
- Freiwillige Feuerwehr Heuchelheim e. V. (gegr. 1934)
- Geschichte- und Kulturkreis Elbtal e. V.
- Bürgerverein Elbtal e. V.
- Musikverein Elbtal-Musikanten e. V.
- FSV Hangenmeilingen e. V.
- TTC Dorchheim/Hangenmeilingen
- Modellsportclub Elbtal e. V.
- Spielgemeinschaft SG Nord
- Förderverein der Elbtalschule e. V.